# San Antonio de los Ibarra
San Antonio de los Ibarra är en ort i Mexiko.   Den ligger i kommunen Navojoa och delstaten Sonora, i den västra delen av landet, 1 300 km nordväst om huvudstaden Mexico City. San Antonio de los Ibarra ligger 156 meter över havet och antalet invånare är 249.
Terrängen runt San Antonio de los Ibarra är kuperad norrut, men söderut är den platt. Runt San Antonio de los Ibarra är det ganska glesbefolkat, med 23 invånare per kvadratkilometer. San Antonio de los Ibarra är det största samhället i trakten. I omgivningarna runt San Antonio de los Ibarra växer huvudsakligen savannskog.